# Cynorkis buchananii
Cynorkis buchananii är en orkidéart som beskrevs av Robert Allen Rolfe. Cynorkis buchananii ingår i släktet Cynorkis, och familjen orkidéer. Inga underarter finns listade i Catalogue of Life.